# Tata Prima
Tata Prima — семейство средне- и крупнотоннажных грузовых автомобилей, выпускаемых Tata Daewoo Commercial Vehicle -дочерним подразделением Tata Motors. Было впервые представлено в 2008 году компанией как «всемирный» грузовик. Первый грузовик с системой Common Rail, автоматической трансмиссией, кабиной мирового класса, пневмоподвеской сиденья водителя,тахографом. Кабина оснащена таким оборудованием как GPS, кондиционер, регулируемые в четырёх направлениях сиденья водителя и пассажира и др.
Есть десять основных вариантов автомобилей, которые включают в себя грузовики, седельные тягачи и спецтехнику.
Tata Prima завоевала престижную южнокорейскую премию — Гран При 2009 Good Design Selection of Korea, в 2009 году.